# Phippsia algida
Phippsia algida — вид трав'янистих рослин родини тонконогові (Poaceae). Етимологія: лат. algida — «холодний».

## Опис
Багаторічник. Стебла притиснуті, 2–10 см завдовжки. Язичок 0.9–1.8 мм довжиною. Листові пластинки довжиною 1–5 см, 0.5–2 мм завширшки. Волоті лінійні, 1–3 см завдовжки. Колоски поодинокі, яйцеподібні, стислі з боків, 1–1.5 мм завдовжки. Пиляків 2, 0.5 мм довжиною.

## Поширення
Азія: Росія; Європа: Фінляндія, Ісландія, Норвегія, Швеція; Північна Америка: Гренландія, Канада, США. Ранній колонізатор порушених територій, від сильно лужних до кислих торф'яних ґрунтів.